# Fridas bok
Fridas bok (inte sällan omnämnd som Fridas visor, vilket också använts som titel på samlingsvolymer) är en vissamling av Birger Sjöberg, som utkom för första gången 1922 på Albert Bonniers förlag. Omslaget till förstautgåvan tecknades av Robert Högfeldt.
I samlingen ingår flera kända visor, såsom "Den första gång jag såg dig", "Lilla Paris", "Frida i vårstädningen" och "Släpp fångarne loss, det är vår!". Den sistnämnda har inspirerat till Tage Danielssons film med samma namn från 1975. Även TV-serien Frida och hennes vän från 1970 är baserad på vissamlingen.
Visorna är i regel stilla drifter med livet i småstaden, ibland med lätta drag av pekoral. Humorn är dock mycket mild.
Visorna finns med i mängder av vissamlingar och har i sin helhet utkommit i en rad upplagor. Tredje upplagan utkom 1923, nionde upplagan 1924. 1930 var man redan uppe i 24:e upplagan.
De flesta visorna finns också i mängder av inspelningar. Redan Birger Sjöberg själv turnerade i folkparkerna med sina visor, även om han själv inte gjorde några grammofoninspelningar. Exempelvis innehåller Svensk mediedatabas 44 skivinspelningar med "I Spaniens månsken", 23 med "Aftontankar vid Fridas ruta" och 50 med "Frida i vårstädningen".
År 1936 dramatiserades Fridas bok av Gösta Sjöberg, Birger Sjöbergs bror. Pjäsen gavs totalt 34 gånger på Dramaten, fram till slutet av januari 1937.
Samme Gösta Sjöberg gjorde tillsammans med Folke Nilsson sångspelet Fridas visor, som producerades av Kungliga Operan våren 1958. Den gavs 30 gånger på Blancheteatern.
Några av visorna blev 1964 tolkade av Fred Åkerström på skivan "Fred besjunger Frida".

## Innehåll
Visorna i Fridas bok (originalutgåvan)
1. Den första gång...
2. Lilla Paris
3. Samtal om Universum
4. Hästskofyndet
5. "På begäran"
6. I Spaniens månsken
7. Sommarutflykt med nykterhetslogen Hoppets sköld: a) Marsch till festplatsen b) Erinran c) I festglädjens yra d) Dansbanan
8. Om kanalerna på Mars
9. Frida sörjer sommaren
10. "Havrekungens arv"
11. Krigssyn
12. Fridas neutralitetsförklaring
13. Frida i vårstädningen
14. "Släpp fångarne loss!"
15. Aftontankar vid Fridas ruta
16. Fjärilen på Haga
17. I Gustav tredjes år
18. Bleka Dödens minut
19. Duvdrottningen
20. "F. S. F. Brödratoner på Societetens sommarfest"
21. Basens sorg
22. Aftonsamkväm hos "F. S. F. Brödratoner"
23. Uppror i kören
24. Beskrivning över Näckens rosor och vattnet
25. På Richelieus tid
26. Duellen i Bolognareskogen
27. Svartsjukans demon
28. Tröst i Naturen